# Ибулаев, Борис Илинбаевич
Бори́с Илинба́евич Ибула́ев (16 декабря 1934, Баймурзино, Мишкинский район, Башкирская АССР, РСФСР, СССР — 16 декабря 1995, Йошкар-Ола, Марий Эл, Россия) — советский государственный и партийный деятель, деятель сельского хозяйства. Министр сельского хозяйства Марийской АССР (1979—1986), генеральный директор фирмы «Марийхлебопродукт» (1986— 1995). Заслуженный работник сельского хозяйства РСФСР (1985). Депутат Верховного Совета Марийской АССР 10 и 11 созыва (1980—1990). Член КПСС.

## Биография
Родился 16 декабря 1934 года в деревне Баймурзино ныне Мишкинского района Башкортостана в марийской крестьянской семье. 
В 1956—1957 годах был первым секретарем Мишкинского райкома ВЛКСМ. С 1957 года работал председателем укрупнённого колхоза имени Карла Маркса, после — начальником районного управления сельского хозяйства. В 1962—1965 годах избирался депутатом и членом исполкома Мишкинского районного Совета депутатов трудящихся.
В 1964 году окончил Башкирский сельскохозяйственный институт.
С 1966 года по приглашению первого секретаря Марийского обкома КПСС П. В. Ураева — в Марийской АССР: в 1967—1970 годах — первый секретарь Советского райкома КПСС, в 1972—1974 годах — Сернурского райкома КПСС, в 1976—1979 годах — Куженерского райкома КПСС.
В 1979—1986 годах — министр сельского хозяйства Марийской АССР. В 1986—1995 годах — генеральный директор фирмы «Марийхлебопродукт». Был настойчивым и принципиальным руководителем, имел организаторские способности, обладал знанием проблем сельского хозяйства и путей их решения. 
В 1980—1990 годах избирался депутатом Верховного Совета Марийской АССР 10 и 11 созыва. 
Скончался 16 декабря 1995 года в г. Йошкар-Оле.

## Звания и награды
- Заслуженный работник сельского хозяйства РСФСР (1985)[1][2]
- Орден «Знак Почёта» (1966, 1971)[1][2]
- Медаль «За доблестный труд. В ознаменование 100-летия со дня рождения Владимира Ильича Ленина» (1970)[1][2]
- Почётная грамота Президиума Верховного Совета Башкирской АССР (1960)[1][2]
- Почётная грамота Республики Марий Эл (1994)[1][2]